# آلیتسیا مایفسکا
آلیتسیا مایفسکا (لهستانی: Alicja Majewska؛ زادهٔ ۳۰ مهٔ ۱۹۴۸) خواننده اهل جمهوری خلق لهستان است. وی دانش‌آموختهٔ رشتهٔ «آموزش بزرگسالان» در دانشگاه ورشو است.
از فیلم‌ها یا مجموعه‌های تلویزیونی که وی در آن‌ها نقش داشته‌است، می‌توان به صفر-هفت، به‌گوشم اشاره نمود.
وی بابت فعالیت‌های هنری‌اش برنده مدال‌های طلا و برنز گلوریا آرتیس شده‌است.